# 澎澎 (藝人)
澎澎（1951年3月16日—），本名邱美翠，臺灣女藝人，早期藝名為「芃翠」，1960年代末聞名。

## 生平
澎澎民國36年1947年出生於新竹縣北埔鄉，父親邱文漢是日本麻布獸醫大學獸醫系畢業，母親田中初子是日本新潟人。因是混血兒，長相甜美。富表演天賦，念大成初、高中時，屢獲全縣音樂比賽冠軍。曾參加新竹台聲電台和電塔唱片聯合舉辦的歌唱比賽，獲得第一名，也曾有《樂仙人生》等專輯作品。剛出道時，她多次跟著孫伯堅、黃小冬夫妻率領的宣慰僑胞團到新加坡、馬來西亞、越南等地演出，之後轉而演出短劇，與廖峻組成綜藝脫口秀喜劇搭檔演出。

## 作品

### 電影
| 年份   | 片名               | 飾演   |
| 1984年 | 《男人真命苦》     |        |
| 1985年 | 《電影秀》         |        |
| 1986年 | 《瘋狂大作秀》     |        |
| 1986年 | 《糊塗妙賊小神偷》 |        |
| 1987年 | 《大頭兵》         |        |
| 1987年 | 《阿兵哥》         |        |
| 1987年 | 《先生騙鬼》       |        |
| 1988年 | 《報告典獄長》     |        |
| 1988年 | 《天下一大樂》     |        |
| 1988年 | 《丑探七個半》     |        |
| 1988年 | 《大頭兵出擊》     |        |
| 1990年 | 《遊俠兒》         | 虎姑婆 |
| 1990年 | 《大笑兵團》       |        |
| 2013年 | 《阿嬤的夢中情人》 |        |
| 2016年 | 《一萬公里的約定》 |        |

### 電視劇
| 年份   | 頻道       | 劇名               | 飾演     |
|        | 三立台灣台 | 《鳥來伯與十三姨》 | 湯水水   |
| 1997年 | 華視       | 《施公奇案》       | 洪娘     |
| 2009年 | 中視       | 《閃亮的日子》     | 李劉彩妹 |
| 2015年 | 三立台灣台 | 《珍珠人生》       | 澎澎     |
| 2022年 | Netflix    | 《媽，別鬧了！》   | 鄰居阿婆 |

### 舞台劇
- 2013年〈台灣舞孃〉

### 主持
| 年份 | 頻道       | 節目名         | 備註                       |
|      | 華視       | 《歡樂縱貫線》 | 與廖峻主持                 |
|      | 台視       | 《綜藝狂想曲》 | 與方芳、夏玲玲搭檔短劇演出 |
|      | 歐朋電視   | 《澎澎小吃讚》 |                            |
|      | 客家電視台 | 《客味食足》   |                            |

## 軼事

### 廖峻與澎澎
八〇年代，歌廳的逗笑短劇很受歡迎，她找小她1歲的廖峻搭檔，一拍即合。她通客家話、日本話，廖峻則台語溜，剛開始她連一句台語都不會講，廖峻還以為她是外省人。她與廖峻因語言、音韻的不同，無厘頭的對白即是笑料。短劇也顛覆傳統，例如她飾羅密歐·蒙泰古，廖峻則演朱麗葉·凱普萊特；她演西門慶，廖峻則飾潘金蓮，笑果十足。上了舞台，兩人是全場目光焦點，要讓觀眾覺得花錢值得；下了舞台，共同的默契是如何編另一齣劇。因兩人實在太紅了，廖峻遭黑道挾持毆打，額頭縫了十幾針，為趕秀也曾吊點滴演出。
不少人誤以為澎澎是「廖太太」，連空姐也誤認。由於太過火紅引來黑道覬覦利益，廖峻遭黑道打傷後，兩人商議拆夥避免發生生命危險，澎澎改與諧星李登才合作了四、五年，廖峻也找蔡閨等人搭檔，但演藝界始終認為「廖峻與澎澎」才是脫口秀的黃金拍檔。
有回在她美國演出，廖峻諷刺她不要亂噴口水，她回說「噴到眼睛是『一點靈』，噴到臉是『明星花露水』」；沒想到明星花露水老闆就坐在台下，樂歪了，回台後不僅送了好幾箱明星花露水，也各打一條金項鍊給她與廖峻。

## 外部連結
- 澎澎的Facebook專頁
- 澎澎在互联网电影资料库（IMDb）上的資料（英文）
- 澎澎在香港影庫上的簡介
- 澎澎在时光网上的簡介（简体中文）
- 澎澎生活趣